# Femke Bosmans
Femke Bosmans (Lier, 11 september 1997) is een Belgisch ijshockeyster.

## Levensloop
Bosmans is actief bij de Sharks Mechelen, die uitkomen in de Duitse competitie. Met dit team won ze onder meer de 'Zweite Liga Nord'-beker in 2019 en de 'Challeng Cup' in 2021. Ze is 'captain' van het team.
Daarnaast komt ze uit voor de Belgische nationale ploeg. In 2022 won ze met de Belgian Blades het 'wereldkampioenschap in de derde divisie A' in het Bulgaarse Sofia, hiermee werd de promotie naar de tweede divisie B afgedwongen. 